# 벤 팰콘

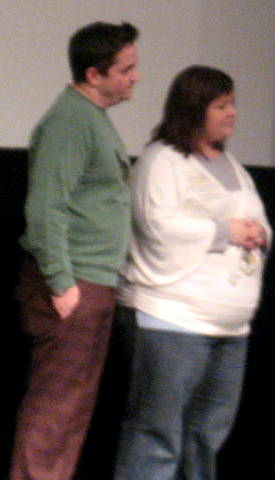

벤 팰콘(Ben Falcone, 1973년 8월 25일 ~ )은 미국의 희극 배우, 각본가, 영화 프로듀서, 영화 감독, 작가, 영화배우, 텔레비전 배우이다.
카본데일에서 태어났다.

## 영화
- 날 용서해줄래요? (2018년) - 앨런 슈미트 역
- 라이프 오브 더 파티 (2018년)
- 해피타임 스파이 (2018년)
- 기동순찰대 (2017년)
- 오피스 크리스마스 파티 (2016년) - 의사 역
- 더 보스 (2016년)
- 스파이 (2015년)
- 타미 (2014년) - 키스 모건 역
- 배드 워즈 (2013년)
- 이너프 세드 (2013년) - 윌 역
- 히트 (2013년)
- 내 인생을 훔친 사랑스러운 도둑녀 (2013년) - 토니 역
- 내 여자친구의 결혼식 (2011년) - 에어 마셜 존 역
- 슬레지: 디 언톨드 스토리 (2005년) - 제리 모스 역
- 조이 (2004년)